# Dronninglund Storskov
Dronninglund Storskov är en skog i Danmark. Den ligger i Region Nordjylland, i den norra delen av landet. Dronninglund Storskov ligger på ön Vendsyssel-Thy.